# Erronus serratus
Erronus serratus är en insektsart som beskrevs av Paul W. Oman 1987. Erronus serratus ingår i släktet Erronus och familjen dvärgstritar.

## Underarter
Arten delas in i följande underarter:
- E. s. instabilis
- E. s. serratus
- E. s. obliteratus